# Axel Rudi Pell & Friends

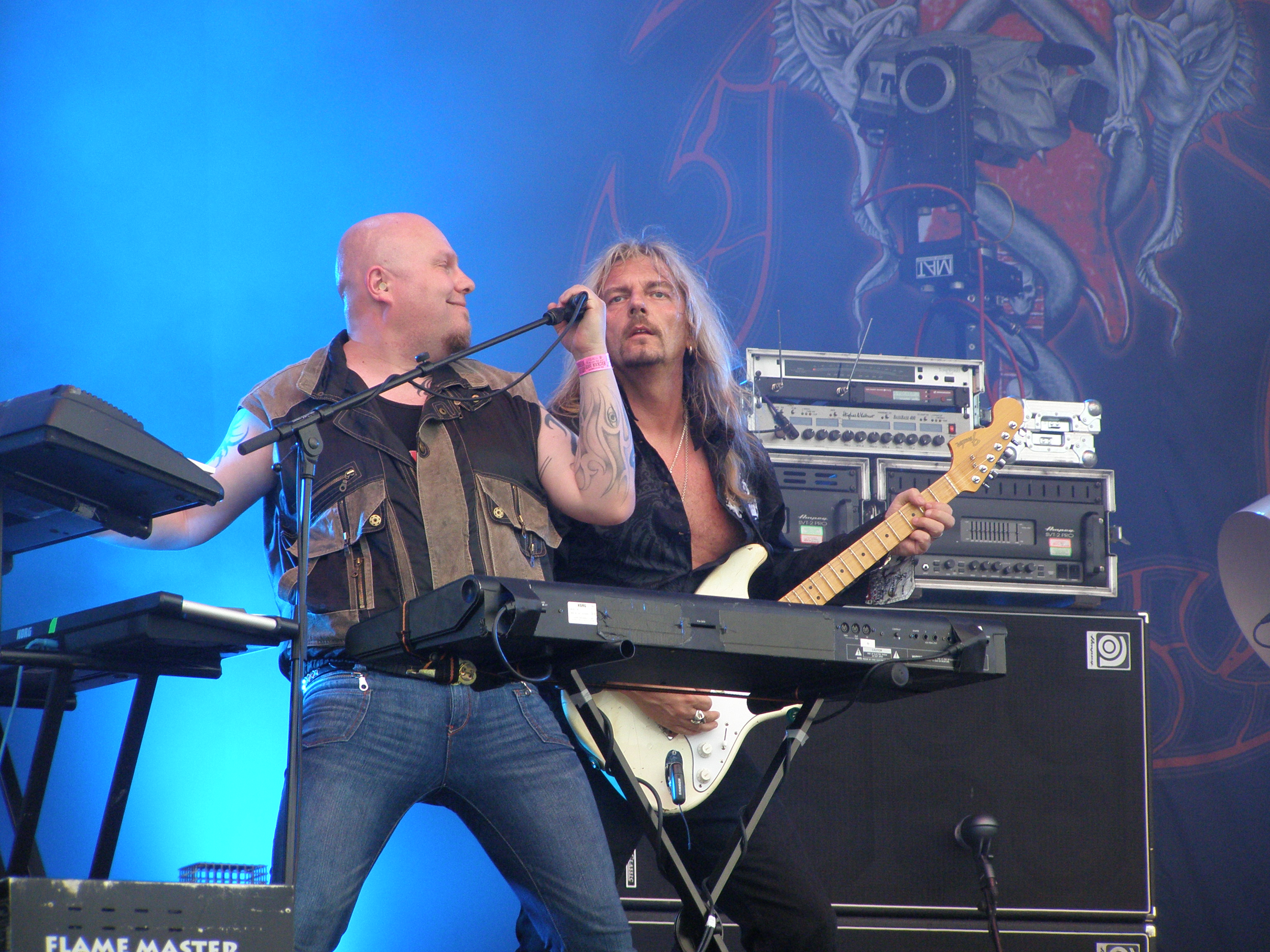
Axel Rudi Pell & Friends, 2009

Axel Rudi Pell & Friends war der Titel der Jubiläumsshow des deutschen Gitarristen Axel Rudi Pell, die er am 11. Juli 2014 zur Feier seiner 25-jährigen Bühnenkarriere auf dem Festival Bang Your Head in Balingen spielte. Bei diesem Konzert gab es eine einmalige Wiedervereinigung der Band Steeler und mit ehemaligen Bandmitgliedern, ein Set der jetzigen Band und ein Cover-Set mit internationalen Gästen. Die Show wurde aufgezeichnet und erschien am 24. April 2015 in Deutschland als DVD-, Blu-ray- und CD-Box-Set unter dem Namen Magic Moments - 25th Anniversary Special Show.

## Entstehung
Bereits am Festivalende 2013 war bekanntgegeben worden, dass Pell 2014 dort eine besondere Show mit integrierter Steeler-Wiedervereinigung spielen werde. 2013 fanden keine Konzerte statt, jedoch ersetzte Bobby Rondinelli am Schlagzeug den scheidenden Mike Terrana, da dieser weder für die Aufnahmen des neuen Albums Into the Storm, noch für die Tour zur Verfügung gestanden hätte. Das Album wurde im Januar 2014 veröffentlicht und erreichte in den Charts Platz 5 in Deutschland und Platz 9 in der Schweiz. Um das Album zu promoten, ging Pell im Februar 2014 auf Tournee durch Deutschland, die Schweiz, die Niederlande und England.
Bereits im Voraus wurde eine Liste der Musiker bekanntgegeben:
Axel Rudi Pell:
- Johnny Gioeli
- Axel Rudi Pell
- Ferdy Doernberg
- Volker Krawczak
- Bobby Rondinelli

Friends:
- Rob Rock (Sänger von Axel Rudi Pell 1991)
- Jeff Scott Soto (Sänger von Axel Rudi Pell von 1991 bis 1997)
- Jörg Michael (Schlagzeuger von Axel Rudi Pell bis 1998)
- John Lawton (ehemaliger Sänger von Uriah Heep)
- Graham Bonnet (ehemaliger Sänger von Rainbow, Alcatrazz und der Michael Schenker Group)
- Ronnie Atkins (Sänger der Pretty Maids)
- Doogie White (ehemaliger Sänger von Rainbow, aktueller Sänger von Michael Schenker’s Temple Of Rock)
- Tony Carey (ehemaliger Keyboarder von Rainbow und Peter Maffay)
- Vinny Appice (ehemaliger Schlagzeuger von Black Sabbath, Dio, Kill Devil Hill und Heaven and Hell)

Ursprünglich war statt Ronnie Atkins der ehemalige Deep-Purple und Rainbow-Sänger Joe Lynn Turner eingeplant, der jedoch einige Wochen vor dem Auftritt aus terminlichen Schwierigkeiten absagen musste.
- Steeler (Pells ehemalige Band)
- Peter Burtz (Gesang)
- Axel Rudi Pell (Gitarre)
- Tom Eder (Gitarre)
- Volker Krawczak (Bass)
- Roland Hag (Bass)
- Jan Yildiral (Schlagzeug)

Moderiert wurde die Show von Thomas Weinkauf, bekannt unter dem Namen Harry.

### Erfolg
Die DVD Magic Moments platziert sich in den Musik-DVD-Charts wie folgt: Platz 1 Deutschland und Schweden, Platz 4 in der Schweiz, Platz 6 in Österreich und Platz 17 in den Niederlanden.

## Setlist

### AlsSteeler
- Call Her Princess
- Night after Night
- Rockin' The City
- Undercover Animal

### Mit ehemaligen Mitgliedern
- Nasty Reputation (Gesang: Rob Rock, Schlagzeug: Jörg Michael)
- Warrior (Gesang: Jeff Scott Soto, Schlagzeug: Jörg Michael)
- Fool Fool (Gesang: Jeff Scott Soto, Schlagzeug: Jörg Michael)

### Jetzige Band
- Burning Chains
- Strong as a Rock
- Long Way To Go
- Hey Hey, My My (Neil-Young-Cover)
- Mystica
- Into The Storm
- Too Late/Eternal Prisoner/Too Late
- The Masquerade Ball/Casbah
- Rock The Nation

### Set mit Gästen
- Drum-Battle (Vinny Appice und Bobby Rondinelli)
- Black Night (Deep Purple-Cover, Gesang: Ronnie Atkins)
- Sympathy (Uriah Heep-Cover, Gesang: John Lawton)
- Tush (ZZ-Top-Cover, Gesang: John Lawton)
- Mistreated (Deep Purple-Cover, Gesang: Doogie White, Keyboards: Tony Carey)
- Since You've Been Gone (Rainbow-Cover, Gesang: Graham Bonnet, Doogie White, Michael Voss, Keyboards: Tony Carey)
- Long Live Rock'n'Roll (Rainbow-Cover, Gesang: Graham Bonnet, Doogie White, Keyboards: Tony Carey)

### Mit allen
- Smoke on the Water (Deep-Purple-Cover, mit allen Gästen und zusätzlich Michael Voss, Sabina Classen und Rebellious Spirit)[4][5][6]